# Павел Гайдаджийски
Павел Гайдаджийски, наричан още Дуванлията, е български католически епископ, поет и книжовник с безупречен за времето си чист български език.

## Биография
Павел Дуванлията е роден през 1734 г. Пловдив. Родителите му са дуванлийци от рода Гайдаджийски. На 12-годишна възраст на 4 март 1746 г. заминава да учи в Рим. Учил граматика в Урбановия колеж в Рим, реторика и философия в Илирийския колеж в Лорето, Италия и завършва богословие във висш римски институт. Един от първите българи, завършили висше образование и е един от най-образованите българи през ХVІІІ век.
На 3 януари 1757 г. е ръкоположен за свещеник и се завръща в България, където работи в католическите селища на Южна България. Обслужва Селджиково, Дуванлии, Хамбарлии, Даваджово и София. На 19 януари 1766 г. Павел Гайдаджийски, заедно с още трима католически свещеници, между които и Йосиф Родовани са били заточени в Цариград, поради интриги с Пловдивския гръцки владика. Но след три месеца биват освободени след ходатайство от Дубровнишкия посланик. През 1773 г. с папска грамота е избран за апостолически наместник за Софийско-пловдивската епархия. 
Има много творби, останали от него на български език с латински букви. Най-ценната от тях е книжката „Песни духовни“. През 1775 г. съставя сборник, в който са включени молитви, религиозни хърватски песни в български превод, както и стихотворения, написани на латиница от българи – католици и на български език. Превежда и създава много песни, които се употребяват в богослужението. Автор е на песента „Ново слънце“. За първи път в историята на българската поезия Павел Дуванлията оценява народната песен като извор на художествени ценности.
На 6 април 1777 г. е избран за никополски епископ. Ръкополагането става в Цариград от архиепископ Джовани Батиста Бовастрели. Първоначално установява своето седалище в Белене, после в Русе, а поради преследването от турците и в Букурещ.
Умира на 6 юли 1804 г. на 70 г. в Букурещ. Погребан е в църквата „Баратия" към манастира на братя францисканци в Букурещ. По време на големия пожар в града през 1847 г. църквата изгаря до основите. Година по-късно тя е изградена отново с финансиране от Виена.
Епископ Павел Гайдаджийские е последният Никополски епископ францисканец.

## Памет
През лятото на 2019 г. на сградата на църквата „Прескръбна Божия Майка“ в село Дуванлии е поставена възпоменателна плоча, посветена на 215 годишнината от смъртта на епископ Павел Гайдаджийски. През лятото на 2024 г. Държавна агенция „Архиви“ като част от документалната поредица „Архивите говорят“ издава тома „Епистоларното наследство на Павел Дуванлията (Гайдаджийски), католически епископ на Никопол“.
На Павел Дованлийски е наречена улица в квартал „Драгалевци“ в София (Карта).
- Части от пасторално писмо от епископ Павел, написано на италиански в Букурещ на 18 ноември 1796 г.